# Dwight Buycks
Dwight Buycks (ur. 6 marca 1989 w Milwaukee) – amerykański koszykarz grający na pozycjach rozgrywającego i rzucającego obrońcy, obecnie zawodnik JSF Nanterre.
7 lipca 2018 został zwolniony przez Detroit Pistons.
8 sierpnia 2020 dołączył do francuskiego JSF Nanterre.

## Osiągnięcia
Stan na 9 sierpnia 2020, na podstawie, o ile nie zaznaczono inaczej.
NCAA
- Uczestnik rozgrywek:
  - Sweet 16 turnieju NCAA (2011)
  - turnieju NCAA (2010, 2011)

Drużynowe
- Mistrz Belgii (2012)
- Zdobywca Pucharu Liderów Francji (2013)

Indywidualne
- MVP:
  - zagraniczny ligi francuskiej Pro A (2013)
  - meczu gwiazd ligi francuskiej (2013)
  - miesiąca ligi francuskiej (grudzień 2012, styczeń 2013)
- Zaliczony do:
  - I składu debiutantów D-League (2012)
  - składu honorable mention letniej ligi NBA w Orlando (2013)
- Uczestnik meczu gwiazd francuskiej ligi LNB Pro A (2013)